# Raniero de Forcona
Raniero (f. 30 de diciembre de 1077), fue un obispo católico italiano venerado como santo por la Iglesia católica, después de que su nombre fuera incluido en el Martirologio Romano por Cesare Baronio.

## Hagiografía
Fue obispo de Forcona (obispado luego trasladado a L'Aquila) en el siglo XI: el 6 de mayo de 1065 participó en un sínodo celebrado en Roma por el Papa Alejandro II; en una carta del 18 de enero de 1072, Alejandro II lo felicitó para la buena administración de su Iglesia, garantizó sus bienes y derechos.
Murió el 30 de diciembre de 1077.

## Veneración
Cesare Baronio, basándose en "monumentos antiguos" desconocidos de la diócesis de L'Aquila, incluyó su celebración el 30 de diciembre en el martirologio romano, pero no hay otra evidencia de un antiguo culto suyo.
En el martirologio romano reformado de acuerdo con los decretos del Concilio Vaticano II y promulgado en 2001 por el Papa Juan Pablo II, su panegírico podrá leerse el 30 de diciembre.